# ともに海の深みへ
『ともに海の深みへ』（ともにうみのふかみへ、The Same Deep Waters as You）は、アメリカの作家ブライアン・ホッジによる短編ホラー小説。
2013年のアンソロジー『Weirder Shadows Over Innsmouth』のために書き下ろされ、翌2014年のローカス賞中篇部門にノミネートされた。2014年にアンソロジー『ラヴクラフトの怪物たち』に収録され、同単行本が2019年に邦訳された。編者は「ラヴクラフトに影響を受けた小説を書きそうにない作家」という条件で収録作を探しており、選ばれた。クトゥルフ＆インスマスジャンルの、2010年代版でかつ、日本語に邦訳されている作品である。

## 概要
翻訳者は、単行本で最も翻訳に苦労したと述べ、ミュージシャンでもある作者の文章には歌詞のような綺麗なフレーズが頻出し、英語の反復レトリック表現を日本語での反復にしてもうまくいかないと語っている。
収録単行本『ラヴクラフトの怪物たち』にて、怪物「クトゥルー」「深みのものども」を担う。ただしクトゥルーについては、本当にそうなのか、判明していない。翻訳者は、名前も姿もはっきり描かれておらず既存の神話生物であるかどうかわからないと解説している。
東雅夫は単行本解説にて「真っ先に注目すべき」「全篇にただよう陰鬱な怪奇ムードといい、深海にひそむ途方もない存在によってもたらされるクライマックスの大破壊といい、本書のコンセプトを十全に体現した逸品」と高評価する。東はまた2019年の映画『ゴジラ キング・オブ・モンスターズ』を引き合いに出して評価解説している。
朝宮運河は単行本を「2014年に原著が刊行された本書は、今日の〈クトゥルー神話〉の動向を伝える貴重な一冊」と評し、続けて本作品を「なかなかの秀作」「ラヴクラフトの代表作『インスマスの影』の後日談の形を取った同作は、海底への畏怖と憧憬というアンビバレントな感情を、家庭にトラブルを抱えたケリーの視点を通して描いてゆく。大胆にして独創的なアプローチには、この手があったか、と快哉を叫んだ。」と紹介している。

## あらすじ

### 過去
1928年、アメリカ当局は港町インスマスに対する摘発を行う。公的には「密造酒の取り締まり」とされており、建物は爆破され、200人を超える住人が連行された。捕まった彼らは、裁判にはかけられず、各地の検疫施設に収容される。しかし、乾燥した環境では彼らの皮膚が病変し、未知の皮膚病は収容者から施設職員に感染しパンデミックすら引き起こしかける。専用の隔離施設が必要と判断され、ワシントン州沖の孤島に収容所が作られる。閉じ込められた彼らは外の社会から引き離されたまま、身体が変異していき、人間の言語を話さなくなる。彼らは自然死することはなく、脱走者もいないが、63人まで減る。
1997年の晩夏に一月ほど、彼らの行動に変化が見られる。全員が正確に南西の方向を向いて、根気強く何かを待っていた。また軍の設備は、海からの謎の音を検知する。専門家は「生き物が起こす音」と仮説するが、クジラが100万年生きても到達できないほどに巨大な生物などありえない。発生源は南太平洋ポリネシア海域と算出される。海軍は海底都市と生物の撮影に成功し、続いて直接調査に赴くも誰一人帰還しなかった。
ケリー・ライマーは、物心ついたときから動物と意思を通わせる異能を有しており、動物行動学の研究者として、学術とメディアで大成する。彼女の野生動物のような能力は、ある男性に見初められ、2人は恋をするが、結婚すると彼はその能力を嫌って使わせないようにしようとする。結局2人は離婚することになり、娘はケリーが引き取る。

### 2012年
2012年の夏、収容者たちは再び1997年と同じ行動をとる。彼らの行為は一月ほどで止むが、軍首脳部は原因を究明すべく、ケリーを招聘することを決める。
ケリーは国土安全保障省に顧問として協力を要請され、詳細を聞かされないまま、孤島の軍施設へと赴く。エスコベード大佐は口外厳禁を念押しする。ケリーは捕虜を80年間も収容し続けている施設など信じられず、なぜ自分が呼ばれたのか尋ね返す。大佐は収容者の顔写真を見せ、異形の彼らとコミュニケーションを取りたいのだと回答する。ケリーは大佐から音についての説明を聞き、またインスマスの資料を読んで状況を理解する。
バーナバス・マーシュと面会したケリーは、能力で、彼の心に「海」があることを察知する。そのあとの数日、20人もの収容者たちと対話を試みるが、彼らは心を閉ざしたままで何も答えてくれない。より深い観察を行うために、監視と束縛付きで、マーシュを海に入れることが許可される。ケリーはマーシュと共に海に入り、マーシュが深みの何かに意思を通わす様子を見、また脳裏に海底都市を幻視する。マーシュは突然奇声を発し、軍は危険と判断し彼を射殺する。大佐には、彼の行動が救難信号を発したのだと思えてならなかった。
大佐はケリーに、海軍が撮影した写真を見せる。8枚の写真には海底都市が写っており、伏せられた1枚は見せず「生物が写っている」と説明する。軍は実験中止の判断をくだし、ケリーは帰らされることが決まる。深入りさせられたあげくに、ケリーは納得がいかない。そんなとき、海から巨大な怪物が現れ、収容所を破壊し、62人の収容者たちを解き放つ。廃墟と化した施設跡で救難作業をしつつ、ケリーは大佐が隠していた写真を持ち出す。ケリーは、マーシュに呼ばれて写真の生物がやってきたことを理解する。
家に帰ったケリーは、彼らと泳ぐ夢を見るようになる。ケリーは娘を連れて、マサチューセッツ州のインスマスを訪れる。田舎なりに復興しており、インスマス面の人物は一人も見かけない。ケリーは娘を連れて、ボートで沖合へと漕ぎ出す。海から彼らが姿を現し、ケリーを仲間に迎える。

## 主な登場人物
- ケリー・ライマー - 動物行動学の研究者。ディスカバリーチャンネルの人気番組『動物との対話』の花形として人気と知名度を博す。なんとなく、海への恐怖を抱いている。モンタナ州在住。
- ダニエル・エスコベード大佐 - 米軍の極秘部署に所属する軍人。インスマス捕虜収容所の責任者。
- タビサ（タビー） - ケリーの娘。6歳。両親の離婚で母親を選んだ。
- メイスン - ケリーの夫。離婚し、娘の親権を巡り裁判で争った。
- ジャイルズ・シャプレイ - 1928年の拘束当時18歳。どんどん変異していく容貌が写真に記録されている。
- バーナバス・マーシュ - 最年長の収容者。『インスマスを覆う影』のマーシュ老その人。

## 収録
- 新紀元社『ラヴクラフトの怪物たち 上』植草昌実訳